# Tripartitní synapse
Tripartitní synapse je funkční integrace a fyzické blízkost presynaptické membrány, postsynaptické membrány a jejich proximální vazeb s přilehlými gliemi, jakož i společné příspěvkytěchto tří synaptických složek k tvorbě aktivity v chemické synapsi.
Tripartitní synapse se vyskytují v řadě míst v centrálním nervovém systému v blízkosti astrocytů nebo Mullerových glií retinálních gangliových buněk a Schwannových buněk u neuromuskulárním spoji. Teorie tripartitní synapse byl poprvé představen v devadesátých letech 20. století jako reakce na rostoucím množství důkazů o tom, že glie nejsou pouze pasivní neuronální podpůrné buňky, ale místo toho hrají aktivní roli v integraci synaptických informací prostřednictvím obousměrné komunikace s neuronovými složkami synapse tím, že spojují neurotransmitery a gliotransmittery.

## Důkaz tripartitní synapse
O úloze astrocytů při integraci a zpracování synaptické integrace existuje několik důkazů:
- Astrocyty jsou excitabilní buňky: V reakci na podněty z kterékoliv ze tří složek tripartitní synapsy jsou astrocyty schopné produkovat přechodné změny ve vlastních intracelulárních koncentracích vápníku uvolněním zásobníků vápníku z endoplazmatického retikula[5]
- Astrocyty komunikují obousměrně s neurony: Prostřednictvím změn v excitabilitě koncentrace vápníku jsou astrocyty schopné detekovat neurotransmitery a jiné signály uvolněné z neuronů v synapse[5] a mohou uvolňovat své vlastní neurotransmitery nebo gliotransmittery které jsou zase schopné modifikovat elektrofyziologickou excitabilitu neuronů.[6]
- Astrocyty jsou schopny selektivně reagovat na podněty: Astrocyty hippocampal stratum oriens tvoří tripartitní synapse s axonálními projekcemi z alva. Alveální projekce mohou vytvářet buď glutamatergické nebo cholinergní synapse se stratum oriens, ale astrocyty této oblasti reagují se změnami koncentrace vápníku pouze na cholinergní aktivaci alveových projekcí.[7] To není způsobeno pouze citlivostí těchto astrocytů exkluzivně na acetylcholin, protože také reagují na glutamatergickou synaptickou aktivitu pocházející z odlišné oblasti mozku, Schafferova kolaterálu.[8]
- Astrocyty integrují a modulují informace ze svých synaptických vstupů: Změny koncentrace vápníku v odpovědi na současnou stimulaci dvěma typy neurotransmiterů nejsou vždy prostý součet (součet je nárůst intracelulární koncentrace vápníku v astrocytu v reakci na dva současné stimuly, které by byl ekvivalentem přidávání změn koncentrace vápníku, které by se vyskytovaly v odezvě na každou stimulaci jednotlivě) účinků každého jednotlivého vstupu, ale se liší podle kombinací vysílačů a frekvence stimulace. Hippokampální vrstva orientačních astrocytů, které reagují na synaptickou aktivitu z glutamatergických neuronů pocházejících z Schafferova kolaterálu a cholinergních neuronů pocházejících z alva, způsobují změny v intracelulárních koncentracích vápníku, které jsou nelineární se silou synaptického vstupu.[8] Dále jsou tyto stejné stimuly schopné produkovat buď zesílenou odpověď koncentrace vápníku při nízkých frekvencích stimulace nebo reakci s depresivní koncentrací vápníku při vysokých kmitočtech stimulace.[8]